# Appouasso
Appouesso  est une localité du sud-est de la Côte d'Ivoire, et appartenant au département d'Aboisso, Région du Sud-Comoé.
La localité d'Appouasso est un chef-lieu de commune et sous-préfecture de BIANOUAN.